# Абрабанель, Иегуда
Иеху́да Абрабане́ль (Abravanel; известен также как Лео́н Эбрео, исп. León Hebreo; Леоне Ебрео, итал. Leone Ebreo и Лео Хебреус, лат. Leo Hebraeus; около 1460, Лиссабон, – после 1523, ?) — испано-еврейский врач (сефард), поэт и философ-неоплатоник. Старший сын еврейского учёного дона Ицхака Абрабанеля.
Вторую половину своей жизни провёл в Италии. Автор «Диалогов о любви», переведённых на испанский язык Инкой Гарсиласо де ла Вега и оказавших в своё время влияние на испанских мистиков.

## Сочинения
- Леон Эбрео. Диалоги о любви[вд] // Эстетика Ренессанса. — М.: Искусство, 1981. — Т. 1. — С. 307—341. (Перевод, вступительная статья и комментарии Л. М. Брагиной.)
- Из «Диалогов о любви» Леона Эбрео // О любви и красотах женщин: Трактаты о любви эпохи Возрождения. — М., 1992. — С. 72-77. (Перевод, вступление, комментарий Л. М. Брагиной.)